# 戴高乐机场1号航站楼站
戴高乐机场一号航站楼站（法語：Gare Aéroport Charles-de-Gaulle 1），是法国大区快铁B线B3支线的一个铁路车站，位于塞纳-圣但尼省法兰西地区特朗布莱。于1976年5月30日开通，属于第五收费区（法語：Zone 5）。需要注意的是，距离本站最近的并非1号航站楼，而是3号航站楼。前往1号航站楼需要换乘戴高乐机场内线。